# Jacques Ballarin
Pas d'image ? Cliquez ici

a Compétitions nationales et continentales officielles uniquement.

b Matchs officiels uniquement.
Jacques Ballarin, de son vrai nom Santiago Ballarin[réf. nécessaire], né le 11 avril 1902 à San Nicola (Argentine) et mort le 17 août 1982 à Cornebarrieu, est un joueur argentin nationalisé français de rugby à XV. Il joue aux postes de trois-quarts centre ou aile.

## Biographie
Jacques Ballarin a joué au poste de trois-quarts aile ou centre au Stade bagnérais, au Stadoceste tarbais, puis au Stade toulousain ou il a signé pour poursuivre des études a l'école vétérinaire de Toulouse.
Il a également été sélectionné à trois reprises en équipe de France : un match du Tournoi des Cinq Nations en 1924, un autre en 1925 et un test-match contre la Nouvelle-Zélande la même année.
Il meurt le 17 août 1982 à Cornebarrieu.